# 音樂出版社
在音樂產業裡，當詞曲作家及作曲家的音樂創作被用於商業用途，音樂出版社或出版公司負責確保他們的收益。透過出版合同，詞曲作家及作曲家把音樂作品的版權分配給出版公司，出版公司則為這些作品批出許可，監察作品的使用、收取版稅並分配給作曲家。他們亦會把作品推薦給音樂藝人、電影及電視，從而收取佣金。
出版公司擁有及管理的版權是音樂產業裡其中一種最重要的知識產權。出版公司在管理這些資產方面扮演着重要的角色。

## 角色
詞曲作家及作曲家與出版公司的關係明列在出版合同上。出版公司為他們預支未來的收入，以換取最高可達50%的分成，分成因應不同的版稅而各異。
出版公司收取的版稅有以下幾種：銷售光碟、電子下載等錄音音樂產品的機械版稅，由唱片公司由出版公司支付；電台及其他播放錄音音樂的單位向歐洲戲劇作家及作曲家協會、廣播音樂公司、美國作曲家、作家和發行商協會及音樂表演版權協會等表演藝術著作權保護機構支付的表演版稅；電影及電視聲帶使用音樂作品需要支付的同步版稅。這些版稅通常都要經出版公司轉交給作曲家。
出版公司又會讓合適的藝人錄制音樂作品及把音樂作品用於電影聲帶及商品等其他媒介上。他們通常又會為作曲家處理版權註冊及所有權等事務。音樂印刷出版公司又會監督藝人的曲譜、活頁樂譜的相關事宜。

## 註腳
1. ↑  Edwards（2003年），第254页
2. ↑  Baker（2013年），第176页
3. ↑  Edwards（2003年），第287页
4. ↑  Gammons（2011年），第57页
5. ↑  Gammons（2011年），第58页